# 笹尾哲夫
笹尾 哲夫（ささお てつお、1942年 - ）は日本出身の天文学者、理学博士。元国立天文台教授。専門は地球回転運動、固体地球物理学など。

## 経歴
1972年に東京大学理学系研究科博士課程を修了する。大学院では天文学を専攻し海野和三郎に師事した。同年に文部省緯度観測所研究員となり、1978年～1979年にコロラド大学環境科学協同研究所客員研究員を経て、1988に国立天文台地球回転系教授に就任する。VLBIによる高精度天体位置計測、大気モデルと位相補償方式、地球回転運動などを研究分野として活動した。VERA計画（VLBI Exploration of Radio Astrometry、天文広域精測望遠鏡）を統括責任者として推進した。国立天文台を退職後は、韓国の亜洲大学校研究教授となった。
放送大学の特別講義『銀河系の立体地図を作る』（放送大学教育振興会、2003年）に講師として出演した。

## 著書
- 『銀河系外天文学』（訳著、T.A.アゲキヤン著、地人書館、1968年）
- 『太陽系の運命』（訳著、ヴェ・デーミン著、東京図書、1971年）
- 『現代天文学講座（1）』（共著、恒星社厚生閣、1979年）